# Psion Series 3
Psion Series 3 (Series 3) је био џепни рачунар, производ фирме PSION који је почео да се израђује у Уједињеном Краљевству током 1991. године.
Користио је NEC V30H као централни микропроцесор а RAM меморија рачунара Series 3 је имала капацитет од S3: 128-256K, S3a: 256K-2MB. 
Као оперативни систем кориштен је EPOC16.

## Детаљни подаци
Детаљнији подаци о рачунару Series 3 су дати у табели испод.
|                       |                                                                                    |
| [ 1 ]                 |                                                                                    |
| Произвођач            |                                                                                    |
| Тип                   | џепни рачунар                                                                      |
| Меморија              | S3: 128-256K, S3a: 256K-2MB                                                        |
| Поријекло             | Уједињено Краљевство                                                               |
| Година                | 1991                                                                               |
| Тастатура             | 58-тастера QWERTY                                                                  |
| Процесор              |                                                                                    |
| Фреквенција процесора | S3: 3,84MHz, S3a: 7,68                                                                |
| RAM                   | S3: 128-256K, S3a: 256K-2MB                                                        |
| ROM                   | S3: 384K, S3a: 1MB                                                                 |
| Текст                 | S3: 8 линија x 40 знакова, S3a: 16 линија x 80 знакова                             |
| Графика               | S3: 240x80, S3a: 480x160                                                           |
| Боја                  | S3: црно/бијело, монитор са текућим кристалом, S3a: црно, сиво + бијело (3 "боје") |
| Звук                  | S3: Buzzer, S3a: звучник, 2 канала или семплови                                    |
| Димензије             | 165 (ширина) x 85 (висина) x 22 (дубина)                                           |
| Портови               |                                                                                    |
| Оперативни систем     |                                                                                    |